# Palmeral

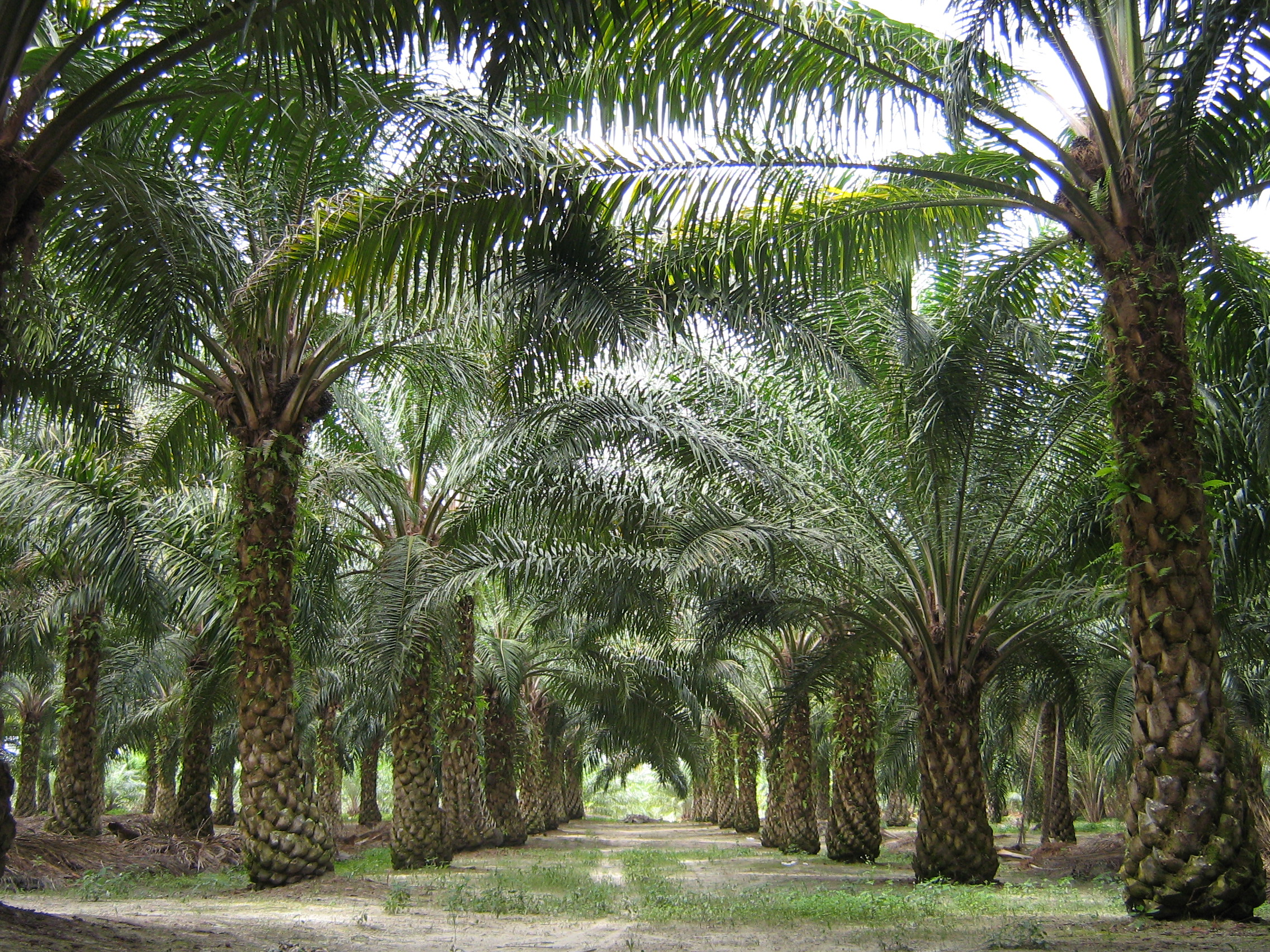
Palmeral en Malasia para la producción de aceite de palma.

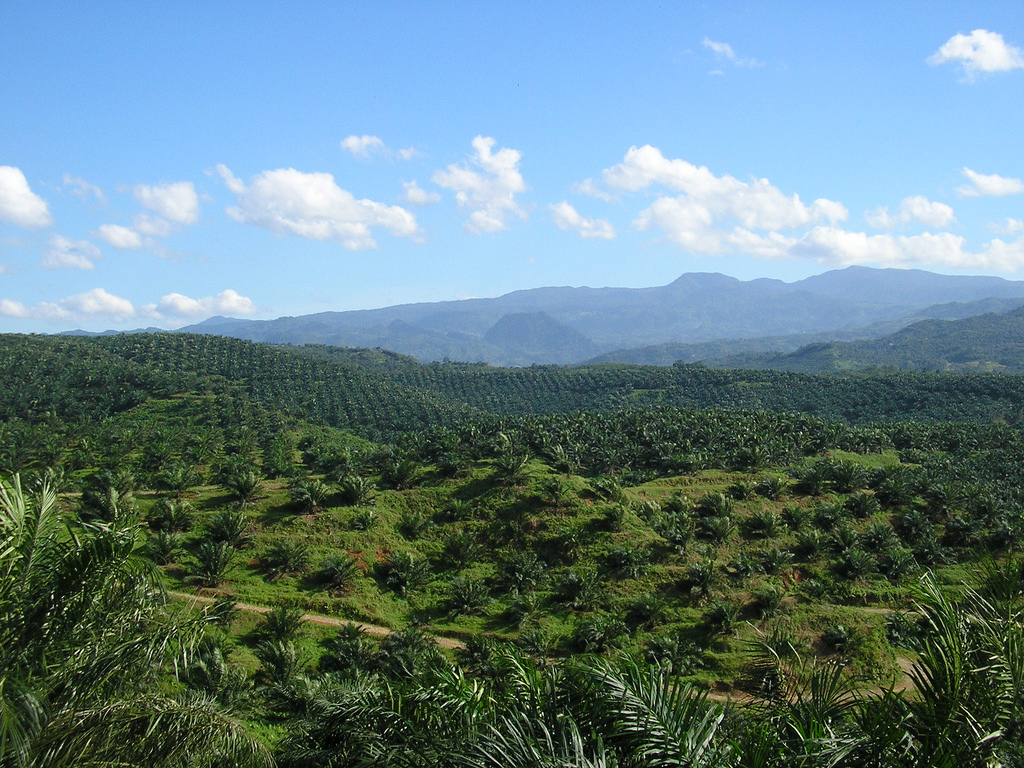
Vista aérea de un joven palmeral en la isla de Java, Indonesia.

Un palmeral o palmar es una parcela agrícola destinada al cultivo de palmeras (Arecaceae). Se encuentran principalmente en zonas tropicales debido a la distribución natural de la planta, a saber: América Central y del Sur, alrededor del Golfo de Guinea y especialmente en India y el Sudeste asiático. También es posible encontrar palmerales en oasis de las regiones semiáridas y áridas del norte de África y en el Medio Oriente.
Las palmeras se suelen plantar en hileras, separadas unas de otras por varios metros para que no se den sombra. Los recursos obtenidos son el aceite de palma, dátiles, vino de palma, sagú o incluso el corazón de la palma, el palmito, los cuales tienen multitud de funciones aparte de la alimentación, para la creación de fibras y cera o los estípites en la construcción.
El cocotal es un tipo de palmeral compuesto de cocoteros (Cocos nucifera).
Con 200 km de longitud y ~18 km de ancho, el Palmeral en galería del río Draa, en el árido valle del Draa-Tafilálet es el más grande del mundo. Recorre desde Agdz hasta que el río muere en M'Hamid El Ghizlane.